# 빌프레도 파레토
빌프레도 페데리코 다마소 파레토(이탈리아어: Vilfredo Federico Damaso Pareto, 1848년 7월 15일~1923년 8월 19일)는 이탈리아의 정치학자, 사회학자, 경제학자이다. 경제학에 있어 그의 중요한 기여 중에는 부의 분배에 대한 그의 이론과 개인 차원에서 이뤄지는 선택에 관한 분석이 있다. 또한 사회학에 있어 '엘리트'란 개념을 널리 쓰이게 한 당사자이기도 하다.
그는 이탈리아의 상위 20%의 인구가 80%의 부를 소유한다는 사실을 관찰해 낸 것으로 유명하다. 관련한 그의 선구적 연구결과는 후일 루마니아 태생으로 미국의 엔지니어이자 품질연구가였던 조지프 엠 주란(Joseph M. Juran)에 의해 파레토 법칙, 파레토 분포라는 이름을 얻게 된다. 또한 이 통계적 법칙은 물리학자이자 과학사학자인 데릭 존 데 솔라 프라이스(Derek J. de Solla Price)에 의해 프라이스의 법칙(Price's Law)으로 발전하기도 했다.
한국어 번역서로는 2022년 말 현재『파레토의 엘리트 순환론』(간디서원, 2018), 『민주주의의 변환』(퍼플, 2022) 등이 있다. 역사가 진보하지 않고 반복된다는 사관을 견지한 그는 이 책에서 인류 역사를 소수 엘리트가 다수의 대중을 지배하는 가운데 그저 그 엘리트 계층이 교체되는 틀로 서술하고 있다. 또한 당시 부흥하고 있던 사회주의 운동을 일종의 종교적 정서에 휩싸인, 소수의 사회주의 운동가들(산업 발달과 함께 노동자층이 증가하는 가운데 새로이 엘리트 층으로 진입하려는 세력)이 견인하는 가운데 다수 노동자 대중이 끌려오는 그러한 현상으로 보아 비판하는 동시에 이에의 부르주아의 무능한 대응 또한 지적한다.
이탈리아 파시즘과 관련하여 그에게 흔히 던져지는 비난에 관하여는 학자들의 여러 입장들이 서로 갈린다. 한 예로 칼 포퍼(Karl Popper)는 "전체주의 이론가(theoretician of totalitarianism)"로 그를 비난하나, 레나토 치릴로(Renato Cirillo)는 이를 두고 포퍼가 당시 반파시스트들 사이에서 흔히들 떠도는 낭설쯤에 불과했던 그러한 표현들을 파레토에게 씌우기 전에 그의 글을 본인이 직접 제대로 읽기나 했었는지 이를 뒷받침할 증거조차 존재하지 않는다고 꼬집었다.

## 같이 보기
- 가에타노 모스카